# ECHL Most Valuable Player
Der ECHL Most Valuable Player Award ist eine Eishockeytrophäe der ECHL. Er wird jährlich an den wertvollsten Spieler während der regulären Saison in der ECHL verliehen. Der Sieger wird durch eine Abstimmung unter den Trainern der Teams ermittelt.

## Gewinner
| Saison  | Spieler            | Team                            |
| ------- | ------------------ | ------------------------------- |
| 2024/25 | Brandon Hawkins    | Toledo Walleye                  |
| 2023/24 | Brandon Hawkins    | Toledo Walleye                  |
| 2022/23 | Hank Crone         | Allen Americans                 |
| 2021/22 | Will Graber        | Fort Wayne Komets               |
| 2020/21 | Anthony Beauregard | Wichita Thunder                 |
| 2019/20 | Josh Kestner       | Toledo Walleye                  |
| 2018/19 | Jesse Schultz      | Cincinnati Cyclones             |
| 2017/18 | Shawn Szydlowski   | Fort Wayne Komets               |
| 2016/17 | Chad Costello      | Allen Americans                 |
| 2015/16 | Chad Costello      | Allen Americans                 |
| 2014/15 | Jeff Jakaitis      | South Carolina Stingrays        |
| 2013/14 | Mickey Lang        | Orlando Solar Bears             |
| 2012/13 | Ryan Zapolski      | South Carolina Stingrays        |
| 2011/12 | Chad Costello      | Colorado Eagles                 |
| 2010/11 | Wes Goldie         | Alaska Aces                     |
| 2009/10 | Tyler Donati       | Elmira Jackals                  |
| 2008/09 | Kevin Baker        | Florida Everblades              |
| 2007/08 | David Desharnais   | Cincinnati Cyclones             |
| 2006/07 | Brad Schell        | Gwinnett Gladiators             |
| 2005/06 | Jeff Campbell      | Gwinnett Gladiators             |
| 2004/05 | Scott Gomez        | Alaska Aces                     |
| 2003/04 | Scott Stirling     | Atlantic City Boardwalk Bullies |
| 2002/03 | Buddy Smith        | Arkansas RiverBlades            |
| 2001/02 | Frédéric Cloutier  | Louisiana IceGators             |
| 2000/01 | Scott King         | Charlotte Checkers              |
| 1999/00 | Andrew Williamson  | Toledo Storm                    |
| 1998/99 | Chris Valicevic    | Louisiana IceGators             |
| 1997/98 | Jamey Hicks        | Birmingham Bulls                |
| 1996/97 | Mike Ross          | South Carolina Stingrays        |
| 1995/96 | Hugo Bélanger      | Nashville Knights               |
| 1994/95 | Wadym Slywtschenko | Wheeling Thunderbirds           |
| 1993/94 | Joe Flanagan       | Birmingham Bulls                |
| 1992/93 | Trevor Jobe        | Nashville Knights               |
| 1991/92 | Phil Berger        | Greensboro Monarchs             |
| 1990/91 | Stan Drulia        | Knoxville Cherokees             |
| 1989/90 | Bill McDougall     | Erie Panthers                   |
| 1988/89 | Daryl Harpe        | Erie Panthers                   |